# Indra Ové
Indra Ové (Londres, 27 de septiembre de 1967) es una actriz británica de cine, teatro y televisión.

## Biografía
Ové nació en Londres y recibió formación como actriz en la Central School of Speech and Drama. Su debut en el cine ocurrió en el filme Entrevista con el vampiro, en el que interpretó a una prostituta de Nueva Orleans. Tuvo un pequeño papel en El quinto elemento (1997) como una azafata e interpretó a la señora Black en Resident Evil. Sus papeles en televisión incluyen series como The Latchkey Children, The New Worst Witch, Space Island One y Holby City. En 2019 interpretó a una oficial de la Primera Orden en el filme Star Wars: El ascenso de Skywalker.

## Filmografía

### Cine
| Año  | Título                             | Papel                       | Notas |
| ---- | ---------------------------------- | --------------------------- | ----- |
| 1994 | Entrevista con el vampiro          | Prostituta de Nueva Orleans |       |
| 1995 | Othello                            | Bianca                      |       |
| 1997 | El quinto elemento                 | Azafata                     |       |
| 1999 | Wavelengths                        | Mona                        | Corto |
| 2000 | The Dreamer                        | Clon femenino               | Corto |
| 2001 | Fallen Dreams                      | Karen                       |       |
| 2002 | Resident Evil                      | Sra. Black                  |       |
| 2002 | Club Le Monde                      | Elaine                      |       |
| 2003 | It's All About Love                | Asistente de producción     |       |
| 2006 | Blinding Lights                    | Clare                       | Corto |
| 2009 | My One and Only                    | Mesera                      |       |
| 2011 | Il maestro                         | Juez                        | Corto |
| 2012 | Wonder                             | Lucy                        | Corto |
| 2013 | Mr. Invisible                      | Reportera                   | Corto |
| 2014 | I Trust You                        | Madre de Chantelle          | Corto |
| 2014 | Dubois                             | Linda                       | Corto |
| 2014 | Jurassic                           | Lisa                        | Corto |
| 2017 | Finding Your Feet                  | Corrinna                    |       |
| 2018 | Second Spring                      | Trish                       |       |
| 2019 | Pagans                             | Madre de Sasha              | Corto |
| 2019 | Star Wars: El ascenso de Skywalker | Oficial de la Primera Orden |       |

### Televisión
| Año     | Título                   | Papel                                                                |
| ------- | ------------------------ | -------------------------------------------------------------------- |
| 1980    | The Latchkey Children    | Etty                                                                 |
| 1991    | The Orchid House         | Cornelie                                                             |
| 1992    | Desmond's                | Samantha Martin                                                      |
| 1994    | The Chief                | Stephanie Rink                                                       |
| 1994    | Chandler & Co            | Misty                                                                |
| 1994    | Soldier Soldier          | Melanie Burrows                                                      |
| 1995    | She's Out                | Angela Dunn                                                          |
| 1996    | Casualty                 | Pam                                                                  |
| 1997    | More Is Less             | Quant                                                                |
| 1998    | Space Island One         | Paula Hernandez                                                      |
| 1999    | The Cyberstalking        | Devon                                                                |
| 1999    | Bugs                     | Zephyr                                                               |
| 1999    | Cleopatra                | Charmian                                                             |
| 2000    | Attachments              | Tyler Clarkson                                                       |
| 2003–15 | Holby City               | Karen Gilham / Frankie Weston / Ava Philbin                          |
| 2003–16 | Doctors                  | Gina James / Lowra Golzaro/Diane Turpin / Roxy Ripley / Mary Hickson |
| 2005    | The New Worst Witch      | Señora Nightingale                                                   |
| 2006    | The Best Man             | Natalie                                                              |
| 2008    | Midsomer Murders         | Charlotte Knight                                                     |
| 2009    | Hellhounds               | The Seer                                                             |
| 2011    | Casualty                 | Frankie Claibourne                                                   |
| 2014    | Topsy and Tim            | Rosie                                                                |
| 2014    | Glue                     | Jude                                                                 |
| 2015    | The Dumping Ground       | Sylvie                                                               |
| 2015    | A.D. The Bible Continues | Sapphira                                                             |
| 2018    | Requiem                  | Presentadora de televisión                                           |
| 2018    | Marcella                 | Kyra                                                                 |
| 2018    | Unforgotten              | Maria Carr                                                           |
| 2018    | Dark Heart               | Kerry Davies                                                         |
| 2019    | Good Omens               | Maude                                                                |
| 2019    | Death in Paradise        | Louise Palmer                                                        |